# Stadgenoot

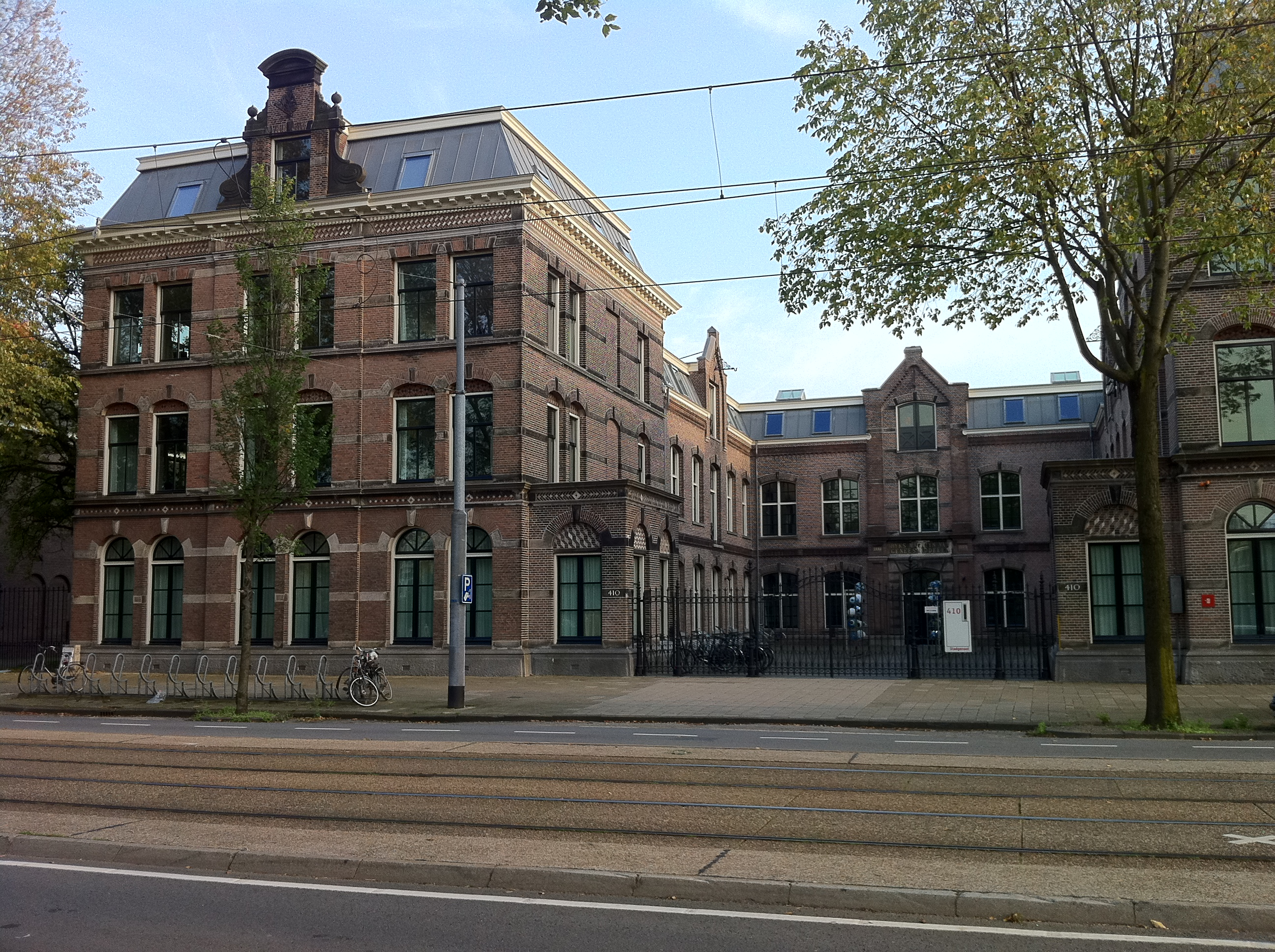
Hoofdkantoor Stadgenoot aan de Sarphatistraat

Stadgenoot is een van de zes grote Amsterdamse woningcorporaties. De organisatie is in 2008 ontstaan uit een fusie.

## Omvang
Stadgenoot bezat anno 2017 bijna 25.000 sociale huurwoningen, ruim 5000 wooneenheden voor speciale groepen en ruim 1500 vrijesectorhuurwoningen. De wooneenheden zijn bedoeld voor ouderen en bijzondere groepen: vrouwenopvang, begeleid wonen voor jongeren en opvang voor verstandelijk gehandicapten en dak- en thuislozen.
Het eigen vermogen bedroeg anno 2017 2.416 miljoen euro, het bedrijfsresultaat 81 miljoen euro en het aantal medewerkers 357.

## Geschiedenis
Stadgenoot is in 2008 ontstaan uit een fusie tussen de Algemene Woningbouw Vereniging (opgericht in 1910) en Het Oosten (een rooms-katholieke woningbouwvereniging opgericht in 1911). Het ontstaan van beide corporaties is onlosmakelijk verbonden aan de situatie op de Amsterdamse woningmarkt begin twintigste eeuw. Toen was er een groot tekort aan goede en betaalbare woningen. De gemeente verklaarde duizenden krotten als onbewoonbaar.
De fusie tussen AWV en Het Oosten paste bij het ontstaan van grotere corporaties aan het begin van de 21e eeuw. De schaalvergroting werd noodzakelijk geacht vanwege het uitdijende takenpakket: meer verantwoordelijkheid voor het beheer van de publieke ruimte, het huisvesten van zorg- en maatschappelijke instellingen, de bouw van middeldure huur- en koopwoningen en de exploitatie van commercieel vastgoed. De missie werd: "met passie werken aan kwaliteit voor iedereen, in een stad om van te houden".
De fusie in 2008 kwam echter op een ongunstig moment. Door economische tegenspoed lag de verkoop van koopwoningen voor lange tijd stil. Bovendien raakte een aantal collega-corporaties in opspraak wegens gebrek aan integriteit en mislukte commerciële avonturen. De overheid maakte vervolgens met de Woningwet van 2015 een einde aan de brede taakopvatting. De focus kwam weer te liggen op het huisvesten van mensen die het op de vrije markt niet redden. Bovendien kregen de corporaties een verhuurderheffing opgelegd. Voor Stadgenoot betekende dit onder meer dat de organisatie kleiner werd en dat niet meer bij de corporatie passende gebouwen en grondposities werden afgestoten.

## Situatie na 2016
Stadgenoot stelde zich in 2016 als doel om betaalbare sociale huurwoningen te bieden aan hen die daar door hun inkomen op zijn aangewezen, ook aan jonge stedelingen die tijdelijk zijn aangewezen op een sociale huurwoning.
Daarnaast nam de organisatie afscheid van de structuur met een tweehoofdige leiding. Bestuurder Frank Bijdendijk, die het mogelijk maakte dat woningen werden verkocht om nieuwe woningen te kunnen bouwen en huurders veel invloed gaf op de indeling van hun huizen, werd al in 2011 opgevolgd door Marien de Langen. De andere bestuurder van het eerste uur, Gerard Anderiesen, die het idee lanceerde om starters op de woningmarkt tijdelijke contracten aan te bieden, nam in 2016 afscheid. Anno 2017 vormt De Langen het bestuur.
Het hoofdkantoor van Stadgenoot is gevestigd in twee rijksmonumenten, het voormalig Rijksmagazijn voor Geneesmiddelen en het naastgelegen Rijksgoederenmagazijn aan de Sarphatistraat te Amsterdam.

## Woningen

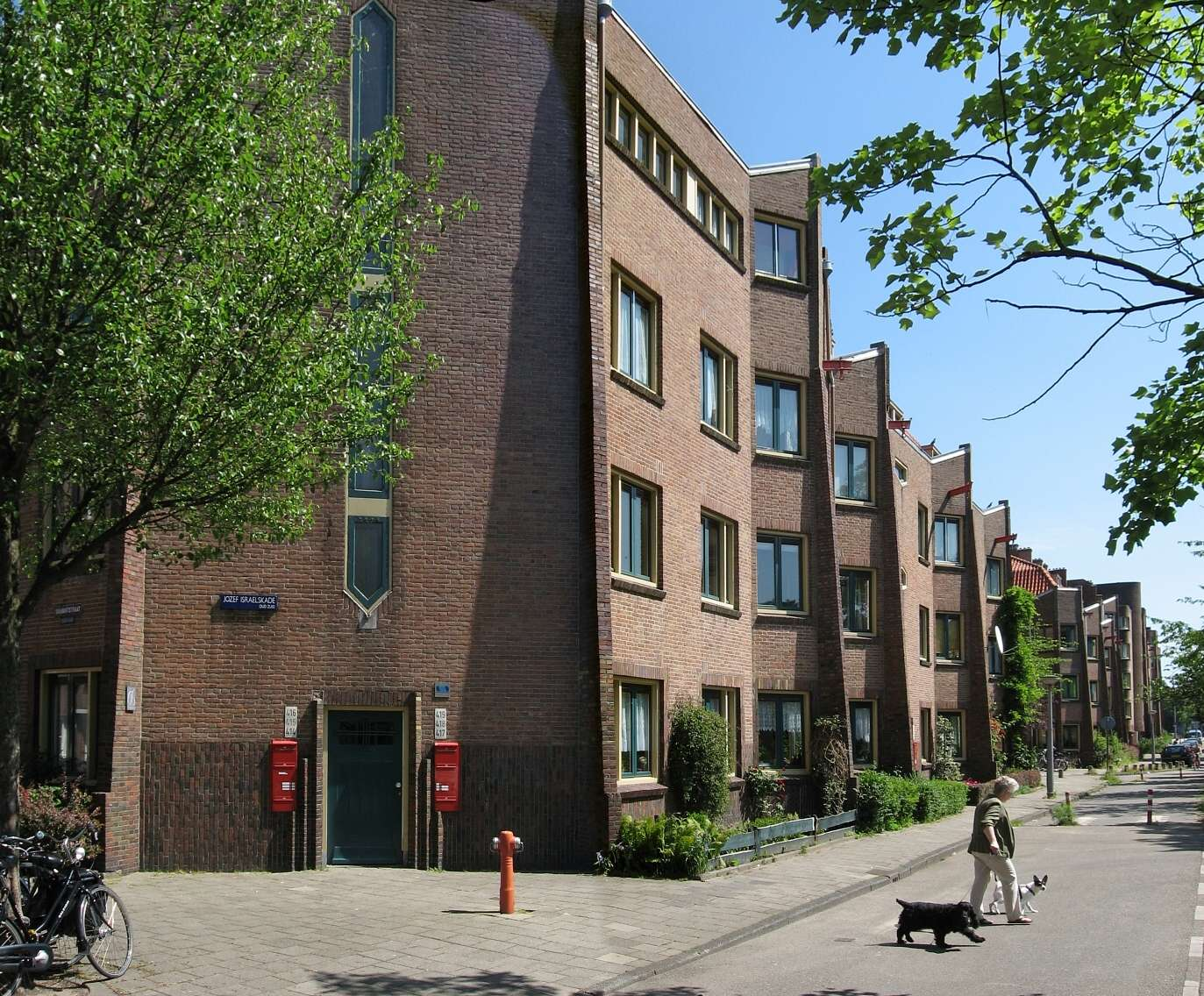
Jozef Israëlskade in De Pijp
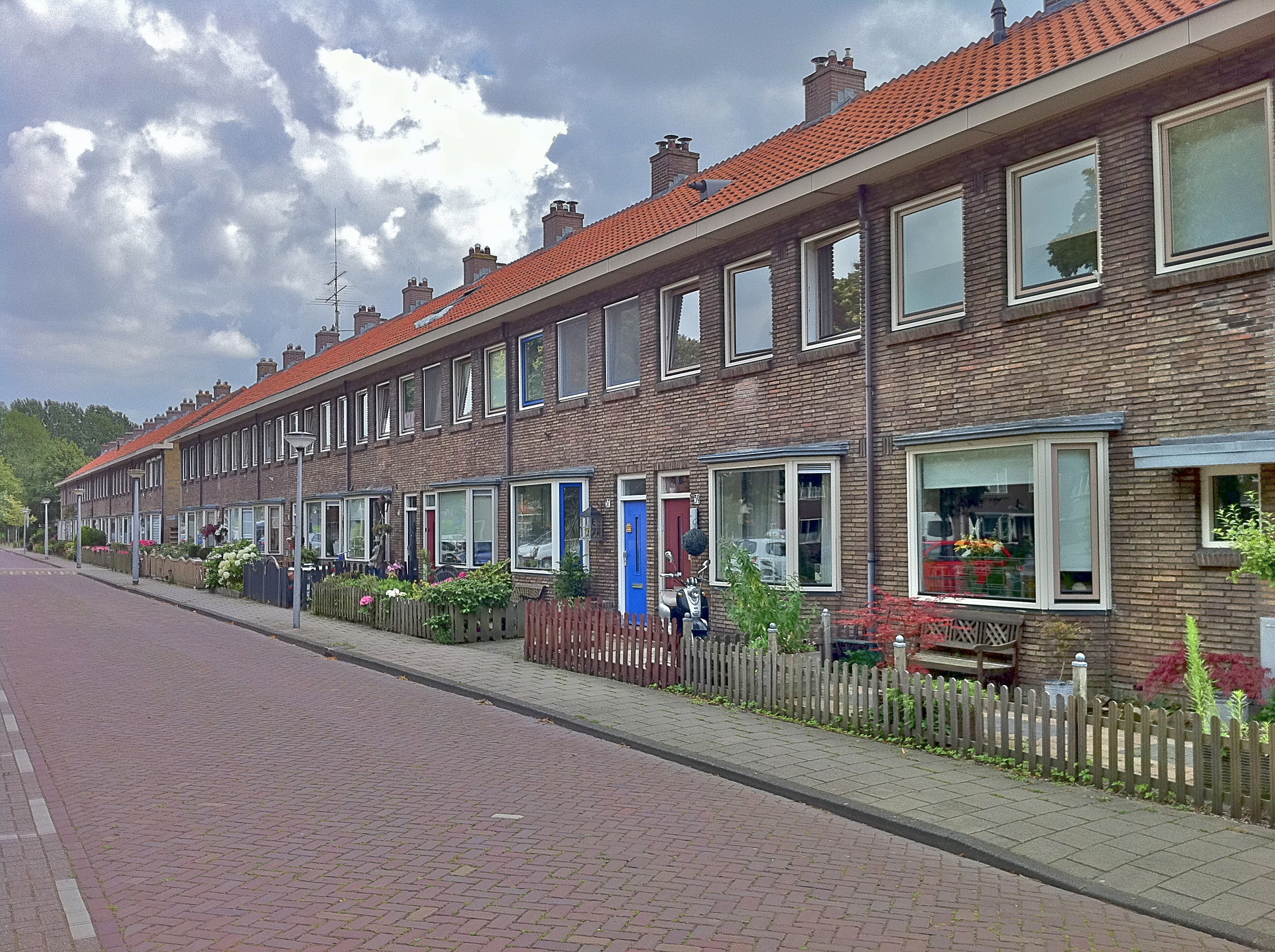
Meteorenweg in Tuindorp Oostzaan
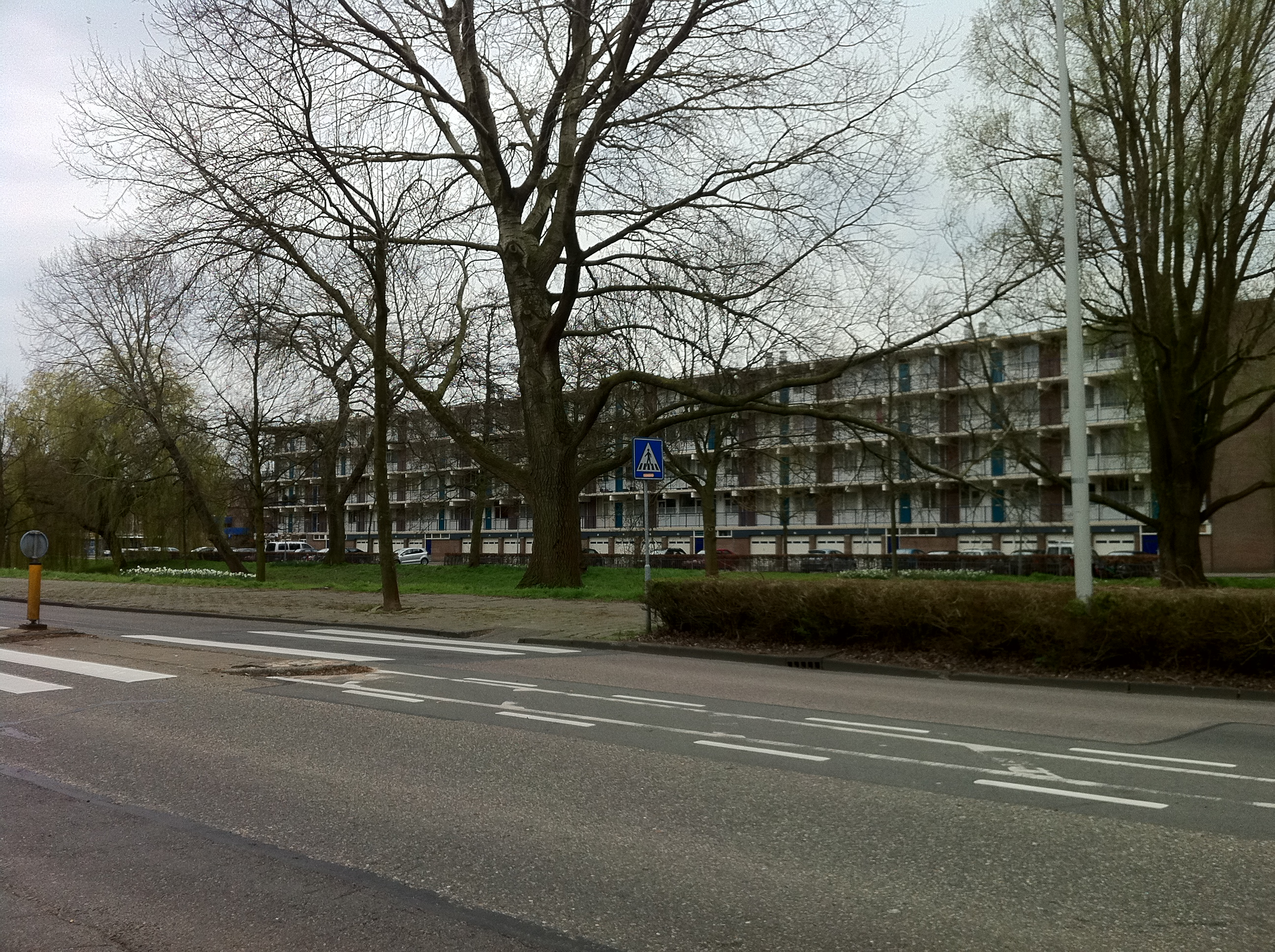
Mariëndaal in Amsterdam-Noord